# Кассерин (город)
Ка́ссерин, Касерин (араб. ولاية القصرين‎) — столица одноименного вилайета Туниса. Население составляет 114 463 человек.
Расположен рядом с самой высокой в Тунисе горой — Шамби.

## История
Во времена античности Кассерин был римской колонией, известной как Cillium. Он стал римской территорией, принадлежащей провинциям Африка, после реформы Диоклетиана в 314 году нашей эры он вошел в состав провинции Бизацена.
В городе находятся  археологические объекты той эпохи: мавзолеи, триумфальные арки, Термы, амфитеатр и христианская базилика.

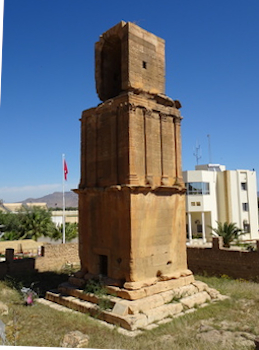
Гробница Флавия

Один из известных памятников — «Гробница Флавия», построенная для местного землевладельца Тита Флавия Секунда в конце II века нашей эры. На гробнице находится 110-строчная поэма, посвященная Флавию, и являющаяся самой длинной из сохранившихся латинских надгробных эпитафий античности.
Амфитеатр был построен в конце I века нашей эры, вероятно, ознаменовало превращения города в муниципалитет, В 2018 он был открыт для посещения после реконструкции..
В 544 году Византийцы потерпели поражение от берберов в битве при Киллиуме.
В 1906 году в городе произошло одно из первых восстаний бедуинов против колониальной администрации.
В феврале 1943 года, в окрестностях Кассерина произошло одно из крупнейших сражений Тунисской кампании Второй мировой войны — Сражение в Кассеринском проходе.

## Экономика
Основной отраслью экономики Кассерина является сельское хозяйство. Также хорошо развита обрабатывающая промышленность. В городе есть  кирпичные заводы, заводы по обработке мрамора, маслобойни, завод по переработке эспарто, а также швейные предприятия группы Benetton.
Также в городе развит экотуризм

## Климат
| Показатель                                                 | Янв. | Фев. | Март | Апр. | Май  | Июнь | Июль | Авг. | Сен. | Окт. | Нояб. | Дек. | Год   |
| ---------------------------------------------------------- | ---- | ---- | ---- | ---- | ---- | ---- | ---- | ---- | ---- | ---- | ----- | ---- | ----- |
| Абсолютный максимум, °C                                    | 25,2 | 31,5 | 33,0 | 34,7 | 41,7 | 43,4 | 43,6 | 42,5 | 40,3 | 36,0 | 31,6  | 25,0 | 43,6  |
| Средний суточный максимум, °C                              | 13,7 | 15,1 | 18,4 | 21,5 | 26,8 | 32,1 | 35,9 | 35,1 | 29,7 | 25,1 | 18,7  | 14,7 | 23,9  |
| Средняя температура, °C                                    | 7,9  | 8,9  | 12,4 | 15,6 | 20,1 | 24,7 | 28,0 | 27,3 | 22,6 | 18,7 | 12,5  | 8,9  | 17,3  |
| Средний суточный минимум, °C                               | 2,8  | 3,5  | 5,8  | 8,3  | 12,4 | 16,3 | 18,9 | 19,0 | 16,3 | 12,4 | 7,2   | 4,0  | 10,6  |
| Абсолютный минимум, °C                                     | −7   | −6   | −3   | 0,0  | 3,2  | 8,0  | 10,5 | 12,0 | 5,8  | 0,5  | −3,1  | −6,5 | −7    |
| Норма осадков, мм                                          | 27,7 | 14,5 | 19,0 | 29,6 | 30,2 | 21,4 | 13,6 | 29,7 | 40,1 | 21,3 | 24,7  | 16,7 | 288,5 |
| Температура воды, °C                                       | 27,7 | 14,5 | 19,0 | 29,6 | 30,2 | 21,4 | 13,6 | 29,7 | 40,1 | 21,3 | 24,7  | 16,7 | 288,5 |
| Источник: Institut National de la Météorologie (1961–1990) |      |      |      |      |      |      |      |      |      |      |       |      |       |

## Известные уроженцы
- Карим Хагги — тунисский футболист

### Комментарии
1. ↑  The Station ID for Kasserine is 64646111.